# Veng Sogn
Veng Sogn er et sogn i Skanderborg Provsti (Århus Stift).
I 1800-tallet var Veng Sogn anneks til Dover Sogn. Begge sogne hørte til Hjelmslev Herred i Skanderborg Amt. Trods annekteringen var de to selvstændige sognekommuner. Ved kommunalreformen i 1970 blev Veng indlemmet i Hørning Kommune og Dover i Ry Kommune. Begge storkommuner indgik ved strukturreformen i 2007 i Skanderborg Kommune.
I Veng Sogn ligger Veng Kirke.
I sognet findes følgende autoriserede stednavne:
- Bavnehøj (areal)
- Hårby (bebyggelse, ejerlav)
- Nørre Vissing (bebyggelse, ejerlav)
- Pittersø (areal)
- Smedebjerge (areal)
- Sophiendal (landbrugsejendom)
- Søballe (bebyggelse, ejerlav)
- Tyklund Bakke (areal)
- Veng (bebyggelse, ejerlav)
- Vorbjerge (areal)